# ITF Women’s Circuit 2017 (Januar–März)
In den folgenden Tabellen werden die Tennisturniere des ersten Quartals des ITF Women’s Circuit 2017 dargestellt.

## Turnierplan
| Kategorien |
| ---------- |
| $100.000   |
| $80.000    |
| $60.000    |
| $25.000    |
| $15.000    |

### Januar
| Datum 1 | Turnierort                      | Siegerin Einzel         | Siegerinnen Doppel                      |
| ------- | ------------------------------- | ----------------------- | --------------------------------------- |
| 02.01.  | Hongkong                        | Lee Ya-hsuan            | Hiroko Kuwata Akiko Omae                |
| 09.01.  | Daytona Beach                   | Anhelina Kalinina       | Robin Anderson Anhelina Kalinina        |
| 09.01.  | Fort-de-France                  | Giuliana Olmos          | Desirae Krawczyk Giuliana Olmos         |
| 09.01.  | Hammamet                        | María Teresa Torró Flor | Chloé Paquet María Teresa Torró Flor    |
| 09.01.  | Antalya                         | Anastassija Wassyljewa  | Tayisiya Morderger Yana Morderger       |
| 16.01.  | Orlando (Florida)               | Katarzyna Piter         | Sophie Chang Madeleine Kobeit           |
| 16.01.  | Kairo                           | Oana Georgeta Simion    | Ayaka Okuno Chantal Škamlová            |
| 16.01.  | Petit-Bourg                     | Mayo Hibi               | Mayo Hibi Carol Zhao                    |
| 16.01.  | Stuttgart-Stammheim             | Markéta Vondroušová     | Miriam Kolodziejová Markéta Vondroušová |
| 16.01.  | Hammamet                        | María Teresa Torró Flor | Laura Pigossi María Teresa Torró Flor   |
| 16.01.  | Antalya                         | Alexandra Pospelowa     | María Fernanda Herazo Kateryna Sliusar  |
| 23.01.  | Andrézieux-Bouthéon             | Anett Kontaveit         | Nicola Geuer Anna Zaja                  |
| 23.01.  | Wesley Chapel (Florida)         | Anhelina Kalinina       | Chanel Simmonds Renata Zarazúa          |
| 23.01.  | Kairo                           | Hélène Scholsen         | Ayaka Okuno Chantal Škamlová            |
| 23.01.  | St. Martin (Insel)              | Priscilla Heise         | Desirae Krawczyk Giuliana Olmos         |
| 23.01.  | Almaty                          | Polina Monowa           | Alina Silitsch Erika Vogelsang          |
| 23.01.  | Hammamet                        | Cristina Dinu           | Despina Papamichail Laura Pigossi       |
| 23.01.  | Antalya                         | Raluca Georgiana Șerban | Dia Ewtimowa Jasmina Tinjić             |
| 30.01.  | Midland Dow Tennis Classic 2017 | Tatjana Maria           | Ashley Weinhold Caitlin Whoriskey       |
| 30.01.  | Burnie                          | Asia Muhammad           | Riko Sawayanagi Barbora Štefková        |
| 30.01.  | Grenoble                        | Markéta Vondroušová     | Ilona Kremen Tereza Smitková            |
| 30.01.  | Kairo                           | Chantal Škamlová        | Natasha Palha Rishika Sunkara           |
| 30.01.  | Glasgow                         | Petra Krejsová          | Jocelyn Rae Anna Smith                  |
| 30.01.  | Almaty                          | Olga Doroschina         | Olga Doroschina Polina Monowa           |
| 30.01.  | Hammamet                        | Jelena Simić            | Giorgia Marchetti Angelica Moratelli    |
| 30.01.  | Antalya                         | Yana Morderger          | Dia Ewtimowa Jasmina Tinjić             |

### Februar
| Datum 1 | Turnierort                       | Siegerin Einzel         | Siegerinnen Doppel                                |
| ------- | -------------------------------- | ----------------------- | ------------------------------------------------- |
| 06.02.  | Launceston (Tasmanien)           | Jamie Loeb              | Monique Adamczak Nicole Melichar                  |
| 06.02.  | Scharm asch-Schaich              | Ioana Diana Pietroiu    | Magali Kempen Shelby Talcott                      |
| 06.02.  | Edgbaston                        | Manon Arcangioli        | Sarah Beth Grey Olivia Nicholls                   |
| 06.02.  | Trnava                           | Pernilla Mendesová      | Vivian Heisen Margarita Lasarewa                  |
| 06.02.  | Manacor                          | Isabelle Wallace        | Lauren Embree Alexa Guarachi                      |
| 06.02.  | Hammamet                         | Georgina García Pérez   | Giorgia Marchetti Angelica Moratelli              |
| 06.02.  | Antalya                          | Dia Ewtimowa            | Başak Eraydın Walentina Iwachnenko                |
| 13.02.  | Perth                            | Marie Bouzková          | Junri Namigata Riko Sawayanagi                    |
| 13.02.  | Altenkirchen AK Ladies Open 2017 | Bibiane Schoofs         | Alexandra Cadanțu Cornelia Lister                 |
| 13.02.  | Surprise (Arizona)               | Caroline Dolehide       | Mariana Duque Mariño Nadia Podoroska              |
| 13.02.  | Nanjing                          | Xun Fangying            | Guo Shanshan Jiang Xinyu                          |
| 13.02.  | Scharm asch-Schaich              | Sarah-Rebecca Sekulic   | Britt Geukens Magali Kempen                       |
| 13.02.  | Wirral (Halbinsel)               | Maia Lumsden            | Maja Chwalińska Miyabi Inoue                      |
| 13.02.  | Bergamo                          | Iga Świątek             | Tatiana Pieri Lucrezia Stefanini                  |
| 13.02.  | Manacor                          | María Teresa Torró Flor | Olga Sáez Larra María Teresa Torró Flor           |
| 13.02.  | Hammamet                         | Julia Grabher           | Vivien Juhászová Kamila Kerimbajewa               |
| 13.02.  | Antalya                          | Dejana Radanović        | Başak Eraydın Karin Kennel                        |
| 20.02.  | Perth                            | Destanee Aiava          | Junri Namigata Riko Sawayanagi                    |
| 20.02.  | Moskau                           | Polina Monowa           | Wera Lapko Dajana Jastremska                      |
| 20.02.  | Rancho Santa Fe                  | Bianca Andreescu        | Kayla Day Caroline Dolehide                       |
| 20.02.  | Nanjing                          | Cristiana Ferrando      | Li Yihong Zhang Ying                              |
| 20.02.  | Scharm asch-Schaich              | Emily Webley-Smith      | Weronika Kapschaj Julia Terziyska                 |
| 20.02.  | Palmanova (Mallorca)             | Olga Sáez Larra         | Katharina Gerlach Katharina Hobgarski             |
| 20.02.  | Hammamet                         | Hsu Chieh-yu            | Hsu Chieh-yu Sandra Samir                         |
| 20.02.  | Antalya                          | Cristina Dinu           | Ayla Aksu Ekaterine Gorgodse                      |
| 27.02.  | Clare (South Australia)          | Beatriz Haddad Maia     | Beatriz Haddad Maia Genevieve Lorbergs            |
| 27.02.  | Curitiba                         | Anastassija Potapowa    | Gabriela Cé Andrea Gámiz                          |
| 27.02.  | Nanjing                          | Gao Xinyu               | Sun Xuliu Sun Ziyue                               |
| 27.02.  | Scharm asch-Schaich              | Katie Swan              | Veronika Kapshay Julia Wachaczyk                  |
| 27.02.  | Mâcon                            | Mallaurie Noël          | Ilona Kremen Diāna Marcinkēviča                   |
| 27.02.  | Gwalior                          | Zeel Desai              | Natasha Palha Rishika Sunkara                     |
| 27.02.  | Palmanova (Mallorca)             | Isabelle Wallace        | Irene Burillo Escorihuela Xenija Scharifowa       |
| 27.02.  | Hammamet                         | Camilla Scala           | Natasha Piludu Gaia Sanesi                        |
| 27.02.  | Antalya                          | Georgia Andreea Crăciun | Georgia Andreea Crăciun Ilona Georgiana Ghioroaie |

### März
| Datum 1 | Turnierort          | Siegerin Einzel           | Siegerinnen Doppel                               |
| ------- | ------------------- | ------------------------- | ------------------------------------------------ |
| 06.03.  | Zhuhai              | Denisa Allertová          | Lesley Kerkhove Lidsija Marosawa                 |
| 06.03.  | Mildura             | Viktória Kužmová          | Noppawan Lertcheewakarn Lu Jiajing               |
| 06.03.  | São Paulo           | Irina Chromatschowa       | Catalina Pella Daniela Seguel                    |
| 06.03.  | Yokohama            | Akiko Omae                | Ayaka Okuno Erika Sema                           |
| 06.03.  | Scharm asch-Schaich | Katie Swan                | Olga Doroschina Polina Monowa                    |
| 06.03.  | Amiens              | Audrey Albié              | Camilla Rosatello Melanie Stokke                 |
| 06.03.  | Iraklio             | Dejana Radanović          | Michaela Hončová Francesca Palmigiano            |
| 06.03.  | Solarino            | Petra Krejsová            | Laura-Ioana Andrei Petra Krejsová                |
| 06.03.  | Hammamet            | Camilla Scala             | Sandra Jamrichová Julija Kulikowa                |
| 06.03.  | Antalya             | Andreea Mitu              | Anastassija Frolowa Alena Tarassowa              |
| 06.03.  | Orlando (Florida)   | Marie Bouzková            | Emina Bektas Sanaz Marand                        |
| 13.03.  | Shenzhen            | Jekaterina Alexandrowa    | Ljudmyla Kitschenok Nadija Kitschenok            |
| 13.03.  | Scharm asch-Schaich | Polina Monowa             | Olga Doroschina Polina Monowa                    |
| 13.03.  | Gonesse             | Anna Zaja                 | Ilona Kremen Diāna Marcinkēviča                  |
| 13.03.  | Iraklio             | Dejana Radanović          | Raluca Georgiana Șerban Oana Georgeta Simion     |
| 13.03.  | Solarino            | Marta Paigina             | Laura-Ioana Andrei Petra Krejsová                |
| 13.03.  | Hammamet            | Nina Potočnik             | Arina Folts Nina Potočnik                        |
| 13.03.  | Antalya             | Sopia Schapatawa          | Anastassija Frolowa Alena Tarassowa              |
| 13.03.  | Tampa               | Michelle Larcher de Brito | Alexa Guarachi Hsu Chieh-yu                      |
| 20.03.  | Mornington          | Destanee Aiava            | Priscilla Hon Fanny Stollár                      |
| 20.03.  | Pula (Sardinien)    | Katarina Sawazka          | Olessja Perwuschina Dajana Jastremska            |
| 20.03.  | Scharm asch-Schaich | Julia Wachaczyk           | Tereza Mihalíková Anna Morgina                   |
| 20.03.  | Le Havre            | Marine Partaud            | Elyne Boeykens Kimberley Zimmermann              |
| 20.03.  | Iraklio             | Olha Jantschuk            | Mira Antonitsch Karman Kaur Thandi               |
| 20.03.  | Nishi-Tama          | Sarah-Rebecca Sekulic     | Momoko Kobori Kotomi Takahata                    |
| 20.03.  | Óbidos              | Harmony Tan               | Manisha Foster Hélène Scholsen                   |
| 20.03.  | Hammamet            | Andrea Gámiz              | Isabella Schinikowa Chantal Škamlová             |
| 20.03.  | Antalya             | Olga Danilović            | Xenija Palkina Sopia Schapatawa                  |
| 27.03.  | Quanzhou            | Zheng Saisai              | Han Xinyun Ye Qiuyu                              |
| 27.03.  | Croissy-Beaubourg   | Jekaterina Alexandrowa    | Wera Lapko Polina Monowa                         |
| 27.03.  | Mornington          | Sherazad Reix             | Julia Glushko Barbora Krejčíková                 |
| 27.03.  | Pula (Sardinien)    | Bianca Andreescu          | Lina Gjorcheska Bernarda Pera                    |
| 27.03.  | Kōfu                | Mayo Hibi                 | Han Na-lae Luksika Kumkhum                       |
| 27.03.  | Campinas            | Paula Cristina Gonçalves  | Gabriela Cé Thaisa Grana Pedretti                |
| 27.03.  | Scharm asch-Schaich | Laura-Ioana Andrei        | Laura-Ioana Andrei Melanie Klaffner              |
| 27.03.  | Iraklio             | Sabrina Santamaria        | Charlotte Robillard-Millette Carol Zhao          |
| 27.03.  | Óbidos              | Nuria Párrizas Díaz       | Anna Klasen Erika Vogelsang                      |
| 27.03.  | Hammamet            | Andrea Gámiz              | Irene Burillo Escorihuela Yvonne Cavallé Reimers |
| 27.03.  | Istanbul            | Katie Boulter             | Jekaterina Kasionowa Jelena Rybakina             |